# Вила-Сека (Кондейша-а-Нова)
Вила-Сека (порт. Vila Seca) — населённый пункт и район в Португалии, входит в округ Коимбра. Является составной частью муниципалитета Кондейша-а-Нова. Находится в составе крупной городской агломерации Большая Коимбра. По старому административному делению входил в провинцию Бейра-Литорал. Входит в экономико-статистический субрегион Байшу-Мондегу, который входит в Центральный регион. Население составляет 962 человека на 2001 год. Занимает площадь 14,37 км².